# MP-446維京人手槍
MP-446“維京人”（又譯：“海盜式”；以下簡稱為“維京人”）是一款由俄罗斯聯邦槍械製造商伊熱夫斯克機械工廠（俄語：Ижевский Механический Завод，簡稱：IZHMEKH）研製和生產的半自動手槍，發射9×19毫米帕拉貝倫口徑手枪子弹。其空槍時的重量為830克（29.28盎司，1.83磅），彈匣容量有10發和18發兩種。

## 概述
維京人是自2003年以來已經被俄羅斯聯邦軍隊所採用的MP-443“烏鴉”／6P35 “亞雷金”的運動及民用版本。維京人是一款槍管短行程後座作用、後膛裝填及閉鎖式手槍。維京人和亞雷金之間的主要分別在於底把材料（聚酰胺）和槍管結構：MP-446的槍管強度被明顯削弱，以防止使用者試圖發射高膛壓（+P+）大威力穿甲軍用型7N21（西里尔字母：7Н21）彈藥。部份民用型維京人的彈匣只能裝填10發9×19毫米帕拉貝倫口徑手枪子弹。

## 衍生型

### MP-446C
MP-446C是MP-446維京人手槍的運動用改良型。它是根據實戰射擊（IPSC）的要求而研製的。2003年，MP-446C維京人手槍根據實戰射擊規則被列入在國際比賽之中可使用的武器正式名單之內。該型號的修改包括：
- 與基本型號相比較，射擊精度及測試散彈彈著均有升級；
- 射擊以後有機會調整扳機行程；
- 具120毫米長槍管版本可供選用；
- 可調節式瞄準器；
- 只有10發的彈匣。

### MP-446C「Viking-M」
卡拉什尼科夫集團推出的升級型MP-446C。該型號的修改包括：
- 平衡有所調整，減少射擊時武器的跳動。
- 更符合人體工程學的彈匣釋放器和握把
- 為了適應新型雙排彈匣而升級了供彈系統，也兼容舊型彈匣。
- 槍管加長，高壓部分加固。
- 扳機系統升級。
- 增加皮卡汀尼導軌。
- 機械瞄具跟格洛克手槍兼容。
- 更好的精確度。
- 主要部件的壽命延長至50,000次射擊。

## 使用國
| 國家   | 組織名稱                   | 型號 | 數量 | 採用年份 |
| ------ | -------------------------- | ---- | ---- | -------- |
|        | 配發以訓練用               | —    | —    | 2003年   |
| 俄羅斯 | 政府機關；配發予官員防身用 | —    | —    | —        |
| 叙利亚 | 敘利亞阿拉伯陸軍           | —    | —    | —        |

## 流行文化

### 电子游戏
- 2010年—：命名為「MP-446」，由第三梯隊、Archer和Kestrel所使用，17發彈匣，被歸類為手槍，預設具有器，可裝上反射式瞄準鏡、雷射瞄準器和發射比賽等級（英语：Match grade）彈藥。
- 2016年—《少女前線》：命名為「MP-446」、自稱「海盜」的萌擬人化手槍戰術人形。

### 动画
- 2002年—：裝上器並且由俄羅斯黑手黨莫斯科酒店成員所使用。
- 2008年—《蝙蝠俠：高譚騎士》：由俄羅斯歹徒所使用。